# 중간소설
중간소설(中間小說)은 순문학과 대중문학의 중간을 가는 소설의 뜻으로 제2차 세계대전 후에 유행한 풍속소설을 말하며, 순문학자가 주로 쓴 반통속의 읽을거리를 말한다. 신문소설(新聞小說)도 이에 포함되는 것인데 저널리즘의 거대화에 따라서 1930년대부터 이 종류의 작품이 나타났다. 전후 1948년경부터 더욱 성행하여 순문학 속에서조차 중간소설적 경향이 보이기 시작했다. 한편 이 경향 때문에 대중문학의 향상을 보았으며, 독특한 작가들도 등장했다.